# Isle of Man TT 1975
De TT van Man 1975 was de zesde race van het wereldkampioenschap wegrace-seizoen 1975. De WK-races werden verreden van 1 tot 7 juni 1975 op de Snaefell Mountain Course op het eiland Man. Door de Interval-start rijdt men eigenlijk een tijdrace.
Peter McKinley verongelukte op 28 mei tijdens de trainingen voor de Classic TT met een Yamaha TZ 500 bij Milntown. Op 4 juni verongelukte Phil Gurner met een 351cc-Yamaha TZ 350 tijdens de Senior TT, eveneens bij Milntown.

## Algemeen

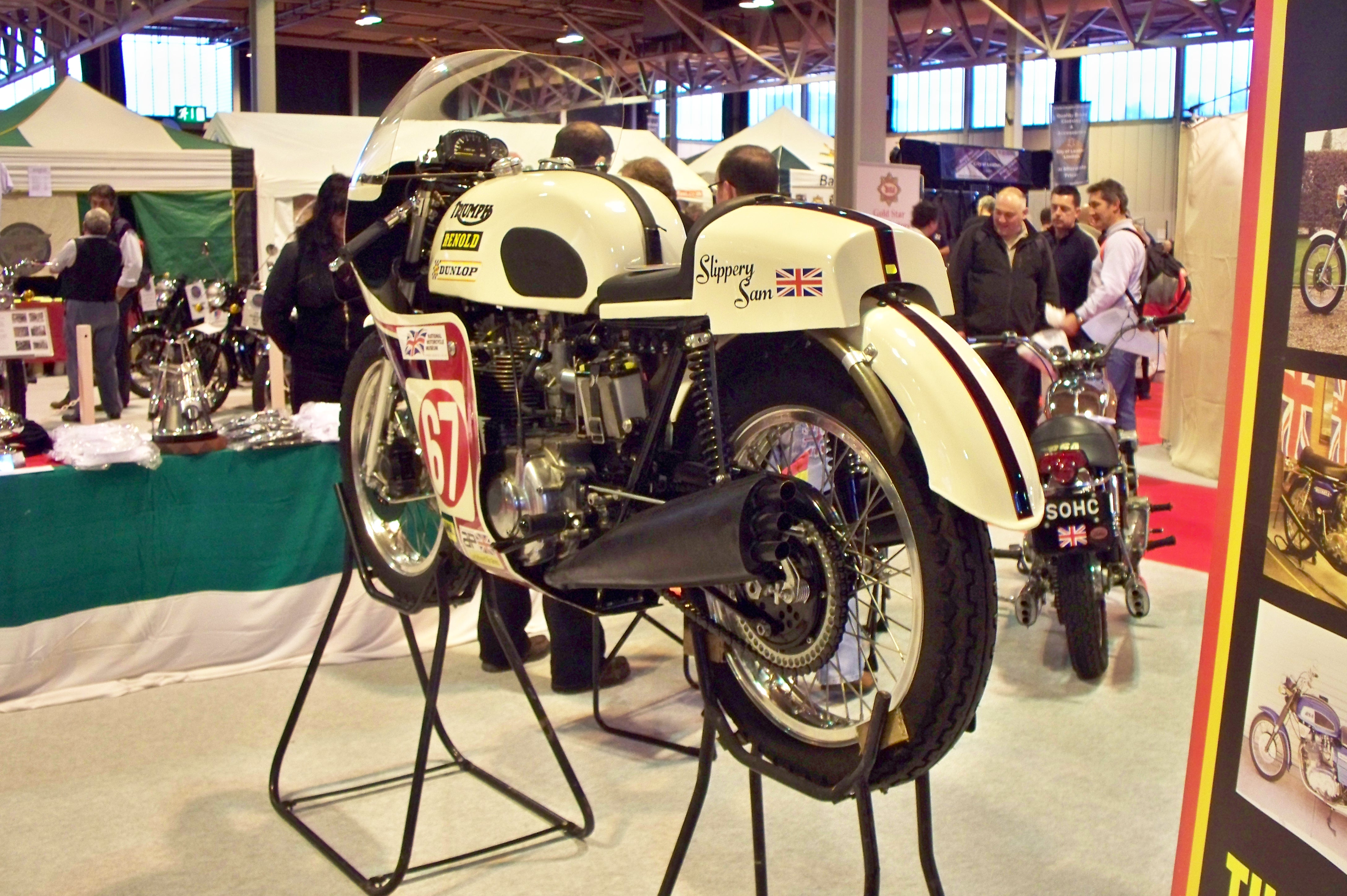
Slippery Sam, een Triumph T150 Trident uit 1970, won in 1975 voor de vijfde keer de Production TT

Hoewel geen enkele toprijder naar het eiland Man reisde, had de Isle of Man TT over belangstelling niet te klagen. Er waren 78 inschrijvingen voor de Lightweight 250 cc TT, 85 voor de Junior TT en de Senior TT en ook 85 voor de beide (500- en 1.000 cc) Sidecar TT's. Door het wegblijven van vrijwel alle WK-rijders op het eiland Man had Chas Mortimer een goede week: Hij won de Lightweight 250 cc TT, werd tweede in de Production TT en de Junior TT en derde in de Senior TT. Tony Rutter daarentegen reed twee polepositions, maar won geen enkele race. Een al legendarische motorfiets werd nog legendarischer: Slippery Sam won voor de vijfde keer een TT-race.

### Veranderingen
In 1975 werd een compleet nieuwe indeling van de klassen gemaakt: Alle Production-klassen werden samengevoegd in één: de Production TT. Daarin reden alle cilinderinhoudsklassen, van 250cc-Yamaha's en Suzuki's tot de 900cc-BMW R 90 S. Ze kregen één uitslag, maar toch werd er onderscheid gemaakt tussen de 1000 cc, 500 cc en 250 cc. De laatste reed slechts negen ronden, maar de andere klassen reden de langste TT-race in de geschiedenis: tien ronden. Voor de coureurs was het niet zo lang, want per motorfiets waren er twee rijders. De Formula 750 Classic TT kreeg weer een nieuwe naam: Classic TT. De Sidecar 750 cc TT werd Sidecar 1000 cc TT. De Lightweight 125 cc TT was afgeschaft.

## WK-races

### Senior TT
De Senior TT werd gewonnen door Mick Grant met de nu watergekoelde Kawasaki H 1 R. Dat had alles te maken met de boycot van de races op Man door de belangrijkste coureurs. John Williams (Yamaha) werd tweede en Chas Mortimer (Yamaha) werd derde. Chas Mortimer had zelfs aan de leiding gelegen, maar viel terug door een lange pitstop. Tijdens de Senior TT verongelukte Phil Gurner bij Milntown.

#### Uitslag Senior TT
| Pos | Coureur          | Merk            | Snelheid        | Tijd      | Punten |
| --- | ---------------- | --------------- | --------------- | --------- | ------ |
| 1   | Mick Grant       | Kawasaki        | 100.27 mph      | 2:15.27.6 | 15     |
| 2   | John Williams    | Yamaha          | 99.88 mph       | 2:15.58.8 | 12     |
| 3   | Chas Mortimer    | Yamaha          | 98.15 mph       | 2:18.22.8 | 10     |
| 4   | Billie Guthrie   | Yamaha          | 98.11 mph       | 2:18.26.2 | 8      |
| 5   | Steve Tonkin     | Yamaha          | 97.33 mph       | 2:19.33.2 | 6      |
| 6   | Geoff Barry      | Yamsel          | 97.31 mph       | 2:19.34.8 | 5      |
| 7   | Charlie Williams | Yamaha          | 97.27 mph       | 2:19.38.0 | 4      |
| 8   | Tony Rutter      | Yamaha          | 97.17 mph       | 2:19.46.6 | 3      |
| 9   | Helmut Kassner   | Yamaha          | 96.73 mph       | 2:20.25.0 | 2      |
| 10  | Les Kenny        | Yamaha          | 96.72 mph       | 2:20.25.8 | 1      |
| 20  | Barry Ditchburn  | Kawasaki        | 92.83 mph       | 2:26.18.4 |        |
| 21  | Tom Herron       | Yamaha          | 92.61 mph       | 2:26.39.2 |        |
| 29  | Bo Granath       | Husqvarna       | 88.18 mph       | 2:34.01.6 |        |
| DNF | Percy Tait       | Yamaha          |                 |           |        |
| DNF | Alex George      | Yamaha          |                 |           |        |
| DNF | Alan North       | Harley-Davidson | Harley-Davidson |           |        |
| DNF | Jan Kostwinder   | Yamaha          |                 |           |        |
| DNF | Bill Henderson   | Yamaha          |                 |           |        |

### Junior TT
Charlie Williams won de Junior TT vóór Chas Mortimer en Tom Herron. De eerste 33 finishers reden een Yamaha TZ 350, maar de officiële teams waren niet op Man en dus ook geen fabrieksmachines van Harley-Davidson. De race was begonnen met een hard gevecht tussen Charlie Williams en Alex George, maar dat eindigde in een zware val van George bij Cronk Urleigh (13e mijlpaal). George werd per helikopter naar het ziekenhuis afgevoerd, maar bleek niet ernstig gewond en was op tijd terug voor de Lightweight 250 cc TT.

#### Uitslag Junior TT
| Pos | Coureur          | Merk     | Snelheid   | Tijd      | Punten |
| --- | ---------------- | -------- | ---------- | --------- | ------ |
| 1   | Charlie Williams | Yamaha   | 104.38 mph | 1:48.26.4 | 15     |
| 2   | Chas Mortimer    | Yamaha   | 103.04 mph | 1:49.51.9 | 12     |
| 3   | Tom Herron       | Yamaha   | 102.35 mph | 1:50.35.4 | 10     |
| 4   | Steve Tonkin     | Yamaha   | 102.06 mph | 1:50.54.0 | 8      |
| 5   | Derek Chatterton | Yamaha   | 101.69 mph | 1:51.18.2 | 6      |
| 6   | Billie Guthrie   | Yamaha   | 101.07 mph | 1:51.59.0 | 5      |
| 7   | Gerry Mateer     | Yamaha   | 100.48 mph | 1:52.38.8 | 4      |
| 8   | Geoff Barry      | Yamsel   | 100.21 mph | 1:52.58.8 | 3      |
| 9   | Noel Clegg       | Yamaha   | 100.17 mph | 1:52.59.8 | 2      |
| 10  | Martin Sharpe    | Yamaha   | 100.14 mph | 1:53.01.4 | 1      |
| 14  | Bill Henderson   | Yamaha   | 98.46 mph  | 1:54.57.2 |        |
| 25  | Percy Tait       | Yamaha   | 95.14 mph  | 1:58.57.8 |        |
| 27  | Jan Kostwinder   | Yamaha   | 92.98 mph  | 2:01.44.0 |        |
| 33  | Bo Granath       | Yamaha   | 92.98 mph  | 2:01.44.0 |        |
| DNF | Alex George      | Yamaha   | val        |           |        |
| DNF | John Williams    | Yamaha   |            |           |        |
| DNF | Tony Rutter      | Yamaha   |            |           |        |
| DNF | Gyula Marsovszky | Yamaha   |            |           |        |
| DNF | Alan North       | onbekend |            |           |        |

### Lightweight 250 cc TT
Chas Mortimer won de Lightweight 250 cc TT met een ruime voorsprong op Derek Chatterton en John Williams. John Lawley was de enige die de finish haalde op een ander merk dan Yamaha: Hij eindigde als 45e met zijn Honda en was de enige die meer dan twee uur had gereden.

#### Uitslag Lightweight 250 cc TT
| Pos | Coureur          | Merk              | Snelheid   | Tijd      | Punten |
| --- | ---------------- | ----------------- | ---------- | --------- | ------ |
| 1   | Chas Mortimer    | Yamaha            | 101.78 mph | 1:28.57.8 | 15     |
| 2   | Derek Chatterton | Chat-Yamaha       | 101.36 mph | 1:29.20.0 | 12     |
| 3   | John Williams    | Yamaha            | 100.94 mph | 1:29.42.2 | 10     |
| 4   | Tony Rutter      | Yamaha            | 99.59 mph  | 1:30.55.4 | 8      |
| 5   | Alex George      | Yamaha            | 99.58 mph  | 1:30.56.0 | 6      |
| 6   | Bill Henderson   | Yamaha            | 99.30 mph  | 1:31.11.2 | 5      |
| 7   | Neil Tuxworth    | Yamaha            | 99.03 mph  | 1:31.26.0 | 4      |
| 8   | Helmut Kassner   | Yamaha            | 98.26 mph  | 1:32.09.0 | 3      |
| 9   | Eddie Roberts    | Maxton-Yamaha     | 98.15 mph  | 1:32.15.4 | 2      |
| 10  | Clive Horton     | Mayne Line-Yamaha | 98.01 mph  | 1:32.23.4 | 1      |
| 24  | Gyula Marsovszky | Yamaha            | 94.35 mph  | 1:35.58.2 |        |
| 31  | Bo Granath       | Yamaha            | 93.27 mph  | 1:37.04.8 |        |
| 38  | Jan Kostwinder   | Yamaha            | 88.79 mph  | 1:41.59.0 |        |
| DNF | Tom Herron       | Yamaha            |            |           |        |
| DNF | Charlie Williams | Yamaha            |            |           |        |
| DNF | Mick Grant       | Kawasaki          |            |           |        |
| DNF | Alan North       | onbekend          |            |           |        |

### Sidecar 500 cc TT
Rolf Steinhausen won de Sidecar TT met slechts 4 seconden voorsprong op de combinatie Malcolm Hobson/Gordon Russell (Yamaha). Hobson reed wel de snelste ronde: In de tweede ronde reed hij een nieuw ronderecord van 96.71 mph. Dick Greasley en Cliff Holland werden met een Yamaha derde. Omdat alleen in de zijspanklasse de boycot van de Isle of Man TT niet algemeen was, kon Steinhausen belangrijke punten voor het WK scoren zonder dat zijn belangrijkste concurrenten er waren.

#### Uitslag Sidecar 500 cc TT
| Pos | Coureur               | Bakkenist        | Merk          | Snelheid  | Tijd      | Punten |
| --- | --------------------- | ---------------- | ------------- | --------- | --------- | ------ |
| 1   | Rolf Steinhausen      | Josef Huber      | König         | 95.94 mph | 1:10.47.0 | 15     |
| 2   | Malcolm Hobson        | Gordon Russell   | Yamaha        | 95.85 mph | 1:10.51.0 | 12     |
| 3   | Dick Greasley         | Cliff Holland    | Yamaha        | 94.22 mph | !:12.04.6 | 10     |
| 4   | Heinz Schilling       | Frank Knights    | BMW           | 88.28 mph | 1:16.55.4 | 8      |
| 5   | Derek Plummer         | Chas Birks       | König         | 87.47 mph | 1:17.38.4 | 6      |
| 6   | Gustav Pape           | Franz Kallenberg | König         | 86.25 mph | 1:18.44.2 | 5      |
| 7   | Alex Campbell         | John Pearson     | Yamaha        | 84.52 mph | 1:20.21.0 | 4      |
| 8   | Robin Williamson      | John McPherson   | Magnum-Yamaha | 84.21 mph | 1:20.38.6 | 3      |
| 9   | Roger Dutton          | Tony Wright      | Yamaha        | 83.27 mph | 1:21.33.2 | 2      |
| 10  | Ted Jansen            | Peter Sales      | König         | 82.55 mph | 1:22.16.0 | 1      |
| DNF | Richard Wegener       | Dave Skelly      | BMW           |           |           |        |
| DNF | Heinz Luthringshauser | Hermann Hahn     | BMW           |           |           |        |
| DNF | Gerry Boret           | Nick Boret       | König         |           |           |        |
| DNF | Siegfried Schauzu     | Wolfgang Kalauch | ARO-Fath      |           |           |        |
| DNF | George O'Dell         | Alan Gosling     | König         |           |           |        |
| DNF | Mick Boddice          | Clive Pollington | König         |           |           |        |

## Overige races

### Formula 750 Classic TT
In de Formula 750 Classic TT brak Mick Grant met de 750cc-Kawasaki H 2 R eindelijk het absolute ronderecord, dat Mike Hailwood in 1967 met de Honda RC 181 op 108.77 mph gezet had. Grant reed 109.82 mph, maar een ronde later brak zijn ketting waardoor hij uitviel. John Williams nam de leiding even over, maar binnen een ronde lag Tony Rutter op kop. In de vijfde ronde liep diens ketting van de tandwielen af bij de sprong op Ballaugh Bridge, waardoor Williams toch nog won. Dat betekende dat de 750cc-machines opnieuw niet opgewassen waren tegen de opgeboorde Yamaha TZ 350.

#### Uitslag Formula 750 Classic TT
| Pos | Coureur          | Merk            | Snelheid   | Tijd      |
| --- | ---------------- | --------------- | ---------- | --------- |
| 1   | John Williams    | Yamaha          | 105.33 mph | 2:08.56.8 |
| 2   | Percy Tait       | Yamaha          | 102.19 mph | 2:12.54.4 |
| 3   | Charlie Sanby    | Suzuki          | 101.76 mph | 2:13.28.4 |
| 4   | Neil Tuxworth    | Yamaha          | 101.24 mph | 2:14.09.8 |
| 5   | Derek Chatterton | Yamaha          | 100.95 mph | 2:14.32.8 |
| 6   | Bill Henderson   | Yamaha          | 100.66 mph | 2:14.55.6 |
| 7   | John Weeden      | Yamaha          | 100.03 mph | 2:15.47.2 |
| 8   | Peter Grove      | Yamaha          | 99.89 mph  | 2:15.58.4 |
| 9   | Helmut Dähne     | BMW             | 99.67 mph  | 2:16.16.0 |
| 10  | Bill Rae         | Yamaha          | 99.67 mph  | 2:16.16.0 |
| 13  | Alan North       | Yamaha          | 98.15 mph  | 2:18.21.2 |
| DNF | Tony Rutter      | Yamaha          | ketting    |           |
| DNF | Mick Grant       | Kawasaki        | ketting    |           |
| DNF | Jan Kostwinder   | Yamaha          |            |           |
| DNF | Alex George      | Harley-Davidson |            |           |
| DNF | Tom Herron       | Yamaha          |            |           |
| DNF | Charlie Williams | Yamaha          |            |           |
| DNF | Chas Mortimer    | Yamaha          |            |           |
| DNF | Barry Ditchburn  | onbekend        |            |           |
| DNF | Jack Findlay     | onbekend        |            |           |

### Production TT
De Production TT werd verlengd tot 10 ronden en daarmee was ze met ruim 600 kilometer de langste TT-race uit de geschiedenis. Er werd dan ook gereden met twee coureurs per motor, die elkaar aflosten. In de race reden de 1.000-, 500 en 250cc-machines tegelijk. Het werd de vijfde overwinning van de legendarische Slippery Sam-Triumph sinds 1970, dit keer met Alex George en Dave Croxford als rijders. Charlie Williams en Eddie Roberts wonnen de 500cc-klasse en Chas Mortimer en Billie Guthrie wonnen de 250cc-klasse, die na negen ronden werd afgevlagd.

#### Uitslag Production TT
(Gekleurde achtergrond= klassewinnaars)
| Pos | Coureur 1        | Coureur 2        | Merk          | Snelheid  | Tijd      |
| --- | ---------------- | ---------------- | ------------- | --------- | --------- |
| 1   | Dave Croxford    | Alex George      | 750cc-Triumph | 99.61 mph | 3:47.17.2 |
| 2   | Chas Mortimer    | Billie Guthrie   | 250cc-Yamaha  | 86.43 mph | 3:55.42 6 |
| 3   | Selwyn Griffiths | David Williams   | 750cc-Triumph | 97.54 mph | 3:52.04.4 |
| 4   | Stuart Jones     | Bill Simpson     | 250cc-Yamaha  | 85.03 mph | 3:59.35.6 |
| 5   | Alan North       | M. Patrick       | 250cc-Yamaha  | 84.71 mph | 4:00.30.6 |
| 6   | Steve Ward       | Graham Waring    | 250cc-Yamaha  | 84.25 mph | 4:01.49.8 |
| 7   | Martin Sharpe    | Abe Alexander    | 900cc-BMW     | 95.08 mph | 3:56.06.4 |
| 8   | Charlie Williams | Eddie Roberts    | 500cc-Honda   | 90.08 mph | 4:11.18.2 |
| 9   | Roger Hunter     | Nick Scutt       | 250cc-Suzuki  | 83.20 mph | 4:04.52.0 |
| 10  | Richard Stevens  | Peter Casey      | 250cc-Yamaha  | 83.20 mph | 4:04.52.6 |
| 11  | Chris Revett     | Steve Parrish    | 500cc-Honda   | 89.48 mph | 4:12.58.8 |
| 19  | Tony Rutter      | Bernard Murray   | 408cc-Honda   | 88.31 mph | 4:16.19.8 |
| DNF | Bill Smith       | Percy Tait       | 500cc-Honda   |           |           |
| DNF | Helmut Dähne     | Werner Dieringer | 900cc-BMW     |           |           |

### Sidecar 1.000 cc TT
De 1.000cc-klasse werd wel gewonnen door de viertakt-BMW. Siegfried Schauzu en Rolf Steinhausen waren in een hard gevecht verwikkeld. Steinhausen had ongeveer 5 seconden achterstand toen hij bij de Verandah uitviel.

#### Uitslag Sidecar 1.000 cc TT
| Pos | Coureur               | Bakkenist        | Merk          | Snelheid  | Tijd       |
| --- | --------------------- | ---------------- | ------------- | --------- | ---------- |
| 1   | Siegfried Schauzu     | Wolfgang Kalauch | BMW           | 97.55 mph | 1:09.37.0  |
| 2   | Dick Greasley         | Cliff Holland    | Yamaha        | 96.26 mph | 1:10.33.0  |
| 3   | Gerry Boret           | Nick Boret       | König         | 92.38 mph | 1:13.30.6  |
| 4   | Graham Milton         | Denis Smith      | Magnum-Yamaha | 90.03 mph | 1:15.26.0  |
| 5   | Keith Graham          | Dennis Tower     | Suzuki        | 88.97 mph | 1:16.20.0  |
| 6   | David Lawrence        | Jim Broomham     | Limpet        | 88.82 mph | 1:17.20.00 |
| 7   | Robin Williamson      | John McPherson   | Magnum-Yamaha | 86.64 mph | 1:18.22.8  |
| 8   | Roger Dutton          | Tony Wright      | Yamaha        | 86.22 mph | 1:18.45.8  |
| 9   | Jack Trustham         | John Cowley      | BMW           | 84.64 mph | 1:20.14.0  |
| 10  | Nigel Rollason        | Peter Shiner     | BSA           | 84.32 mph | 1:20.32.6  |
| 24  | Mick Boddice          | Clive Pollington | König         | 77.19 mph | 1:27.58.4  |
| DNF | Malcolm Hobson        | Gordon Russell   | Yamaha        |           |            |
| DNF | Ted Jansen            | Peter Sales      | König         |           |            |
| DNF | Heinz Luthringshauser | Hermann Hahn     | BMW           |           |            |
| DNF | George O'Dell         | Alan Gosling     | König         |           |            |
| DNF | Rolf Steinhausen      | Josef Huber      | König         |           |            |

1907 · 1908 · 1909 · 1910 · 1911 · 1912 · 1913 · 1914 · Eerste Wereldoorlog · 1920 · 1921 · 1922 · 1923 · 1924 · 1925 · 1926 · 1927 · 1928 · 1929 · 1930 · 1931 · 1932 · 1933 · 1934 · 1935 · 1936 · 1937 · 1938 · 1939 · Tweede Wereldoorlog · 1947 · 1948 · 1949 · 1950 ·1951 · 1952 · 1953 · 1954 · 1955 · 1956 · 1957 · 1958 · 1959 · 1960 · 1961 · 1962 · 1963 · 1964 · 1965 · 1966 · 1967 · 1968 · 1969 · 1970 · 1971 · 1972 · 1973 · 1974 · 1975 · 1976 · 1977 · 1978 · 1979 · 1980 · 1981 · 1982 · 1983 · 1984 · 1985 · 1986 · 1987 · 1988 · 1989 · 1990 · 1991 · 1992 · 1993 · 1994 · 1995 · 1996 · 1997 · 1998 · 1999 · 2000 · 2002 · 2003 · 2004 · 2005 · 2006 · 2007 · 2008 · 2009 · 2010 · 2011 · 2012 · 2013 · 2014